# نادي رادنيتشكي كراغوييفاتس لكرة اليد
نادي رادنيتشكي كراغوييفاتس لكرة اليد هو نادي كرة يد في صربيا تأسس في سنة 1964 يقع مقره في كراغوييفاتس. يلعب في الدوري الصربي لكرة اليد. تبلغ سعة ملعبه 3570 متفرجا.